# Cala Marquesa
La cala Marquesa està situada al nord de Tamariu (Palafrugell), formada per un illot distanciat, que s'anomena l'illot de la cala Marquesa, i una platja amb una llenca rocosa al mig. Té una longitud de 15 m i una amplada de 5 m, formada per grava i còdols. Al seu davant hi ha el rec dels Arbres, un freu entre penya-segats. Està protegida pel Pla d'Espais d'Interès Natural (PEIN) amb el nom genèric de Muntanyes de Begur.